# The Voice UK 2015
The Voice UK 2015 er den 4. sæson af talentkonkurrencen The Voice UK, der havde premiere den 10. januar 2015 på BBC One. De fire coaches var will.i.am, Rita Ora, Tom Jones og Ricky Wilson.  

## Live Deltagerne
- Vinder
- Andenplads
- Tredjeplads
- Udstemt

| Coach         | Kunstner        | Kunstner         | Kunstner          | Kunstner |
| ------------- | --------------- | ---------------- | ----------------- | -------- |
| will.i.am     | Lucy O'Byrne    | Sheena McHugh    | Vikesh Champaneri |          |
| Rita Ora      | Joe Woolford    | Karis Thomas     | Clark Carmody     |          |
| Sir Tom Jones | Sasha Simone    | Howard Rose      | Lara Lee          |          |
| Ricky Wilson  | Stevie McCrorie | Emmanuel Nwamadi | Autumn Sharif     |          |

### Live shows

#### Uge 1 (19. februar)
- Tema: Signatur-sange

| Rækkefølge | Coach        | Artist           | Sang                                     | Resultat       |
| ---------- | ------------ | ---------------- | ---------------------------------------- | -------------- |
| 1          | Ricky Wilson | Autumn Sharif    | "Hold Back the River" (James Bay)        | Stemt ud       |
| 2          | Ricky Wilson | Emmanuel Nwamadi | "Another Day in Paradise" (Phil Collins) | Videre         |
| 3          | Ricky Wilson | Stevie McCrorie  | "All Through the Night" (Cyndi Lauper)   | Direkte Videre |

 Der er for få eller ingen kildehenvisninger i denne artikel, hvilket er et problem. Du kan hjælpe ved at angive troværdige kilder til de påstande, som fremføres i artiklen.